# الینا لوونسن
الینا لووِنسُن (انگلیسی: Elina Löwensohn؛ زادهٔ ۱۱ ژوئن ۱۹۶۶) یک هنرپیشه اهل رومانی و ایالات متحده آمریکا است.

## زندگی‌نامه
پدر او یکی از بازماندگان اردوگاه‌های کار اجباری آلمان نازی بود. پس از مرگ پدرش، مادرش تصمیم گرفت که به همراه دختر خود به آمریکا مهاجرت کند و برای آنکه بتواند برای فرزندش ویزا بگیرد، دست به اعتصاب غذا زد.
سرانجام پس از مهاجرت به آمریکا و گذراندن دوران دبیرستان، النا در نیویورک در رشته بازیگری ادامه‌تحصیل داد و از سال ۱۹۹۱ میلادی، کار بازیگری خود را آغاز نمود.

## گزیدهٔ آثار

### سینما
- جانور (۲۰۲۳)
- چاقو در قلب (۲۰۱۸)
- اتاق ممنوعه (۲۰۱۵)
- اعلان جنگ (۲۰۱۱)
- ونوس سیاه (۲۰۱۰)
- لورد (۲۰۰۹)
- در جنگ (۲۰۰۸)
- آب تیره (۲۰۰۵)
- یکشنبه طولانی نامزدی (۲۰۰۴)
- شن‌های روان (۲۰۰۳)
- جادوانگی (۱۹۹۸)
- باسکیت (۱۹۹۶)
- لاسیدن (۱۹۹۶)
- آماتور (۱۹۹۴)
- نادجا (۱۹۹۴)
- فهرست شیندلر (۱۹۹۳)
- مردان ساده ( ۱۹۹۲)

### تلویزیون
- ساینفلد (۱۹۹۴)